# Campioni italiani assoluti di atletica leggera - Salto in alto da fermo maschile
Questa pagina raccoglie un elenco di tutti i campioni italiani dell'atletica leggera nel salto in alto da fermo, specialità che entrò nel programma dei campionati nel 1913 e vi rimase fino al 1922. Fu assegnato il titolo in questa specialità anche nel 1929.

## Albo d'oro
| Anno        | Atleta (società)                       | Prestazione            |
| ----------- | -------------------------------------- | ---------------------- |
| 1913        | Carlo Andreoli SEF Costanza Milano     | 1,325 m                |
| 1914        | Carlo Butti ?                          | 1,347 m                |
| 1915        | Edizioni non disputate                 | Edizioni non disputate |
| 1916        | Edizioni non disputate                 | Edizioni non disputate |
| 1917        | Edizioni non disputate                 | Edizioni non disputate |
| 1918        | Edizioni non disputate                 | Edizioni non disputate |
| 1919        | Arturo Linetti ?                       | 1,354 m                |
| 1920        | Adolfo Contoli Virtus Atletica Bologna | 1,325 m                |
| 1921        | Adolfo Contoli Virtus Atletica Bologna | 1,441 m                |
| 1922        | Adolfo Contoli Virtus Atletica Bologna | n/d                    |
| 1923 - 1928 | Gara non in programma                  | Gara non in programma  |
| 1929        | Santo Bruni ?                          | 1,45 m                 |